# Filipe (déspota da România)
Filipe (m. julho de 1331) foi o segundo filho mais velho do príncipe de Tarento e imperador latino titular Filipe I (r. 1294–1332) e sua esposa, Tamar Angelina Comnena, filha do déspota do Epiro Nicéforo I (r. 1268–1297). Seu irmão mais velho, Carlos, morreu em 1315. Em 19 de abril de 1319, seu pai conferiu-lhe o título de déspota da România, que na realidade correspondia ao governo de uma pequena porção da Albânia, mas também à reivindicação do príncipe de Tarento ao Despotado do Epiro mais ao sul.
Em maio de 1321, Filipe casou-se com Beatriz, filha do conde de Clermont Luís I (r. 1317–1342). Ela trouxe como dote 400 mil libras tornesas, que Luís havia concordado em pagar ao duque da Borgonha Odão IV (r. 1315–1349) em troca da reivindicação de Odão ao Principado da Acaia. Em vez disso, Filipe organizou um acordo no qual os direitos de Odão foram adquiridos pelo mesmo valor e ele casou seu filho com a filha de Luís.
Beatriz já havia morrido cerca de 1329, quando Filipe casou-se com Iolanda, filha do rei de Aragão Jaime II (r. 1285–1327). Em 1328, o pai de Filipe decidiu enviou uma frota para recuperar o Despotado do Epiro. A frota, contudo, velejaria apenas em 1329. O jovem Filipe chegou tão longe quanto Naupacto, mas na véspera da expedição terrestre, ele faleceu. Filipe faleceu antes de seu pai, que viveria até 1332, bem como sua esposa Iolanda que morreu somente em 1353.